# Едмунд Перек
Едмунд Перек (пол. Edmund Perek; 1927, Гнезно — 1995, Катовиці) — польський офіцер комуністичної держбезпеки, багаторічний функціонер IV департаменту Служби безпеки МВС ПНР. Був відомий ідеологічним фанатизмом й особливою жорсткістю. Один із організаторів переслідувань католицької церкви, спецоперацій проти Солідарності, придушення страйку на шахті «Вуєк». У Третій Речі Посполитій займався бізнесом, убитий за нез'ясованих обставин.

## Початок служби
Народився у робітничій сім'ї. Юність Едмунда Перека припала на роки нацистської окупації. З підліткового віку працював слюсарем. Насилу здобув середню освіту. Після закінчення війни у 1946 році вступив на службу до армії. Брав участь у боях з УПА у Бещадах.
З 1948 року Перек — на службі в органах Міністерства громадської безпеки (МГБ). Починав у Краківському управлінні, служив у відділі боротьби з політичною опозицією. Наступного року прослухав спеціальні курси МГБ. У 1950—1951 роках служив в Ополеському управлінні у відділі місць ув'язнення. Перебував в урядущій компартії ПОРП.
20 листопада 1951 року Перека переведено до Сталіногрудського — з 1956 року Катовицьке управління МГБ. Служив у 11 відділі — «боротьба з ворожою діяльністю релігійних організацій», опікувався ключовим напрямком — нагляд за католицькою церквою. Залишився у колишніх функціях після перетворення МГБ на Комітет громадської безпеки (КГБ).

## «Секція Дезінтеграції»
У 1956 році КГБ включено до системи МВС як Служба безпеки ПНР (СБ). Перек очолив 3 відділ Катовицького управління «по боротьбі з антидержавною діяльністю». У 1961 році керував опергрупою.
У 1962 році переведено до 4 відділу з контролю за церквою, очолював «католицьку» групу 1. З 1 липня 1969 року — заступник начальника відділу. Під керівництвом кількох начальників (майори Люціан Пікула, Єжи Бірнбах, Вальдемар Вехно) залишався на цій посаді протягом двох десятиліть; фактично керував відділом.
4 відділи регіональних управлінь СБ підпорядковувалися IV (антицерковному) департаменту МВС ПНР. У 1977 році до системи IV департаменту включено Групу D («Дезінтеграція»; раніше самостійний підрозділ міністерства). Ця структура мала широкі повноваження на позаправові та відверто протизаконні дії. Капітан Перек очолив у Катовиці місцевий підрозділ «Групи D», який отримав назву Секція (або Секція 6). Завданням «Секції» Перека були антикатолицькі спецзаходи: провокації, дезінформація, вербування, нацькування, напади «невідомих осіб». Об'єктами спецоперацій були не лише служителі Катовицької архієпархії та студенти Сілезької вищої духовної семінарії, а й представники світської католицької громадськості. Знесення під керівництвом Перека металевого сараю-каплиці у Миколуві набуло такої популярності, що згадувалося у звіті парламентської комісії Яна Рокіти у 1991 році.
Поступово Перек поставив справу так, що у його віданні виявилися спецоперації проти всіх видів опозиції, які він так чи інакше «підтягував» до католицизму. Підлегла йому «Секція», у якій спочатку перебувало шість співробітників, за кілька років розрослася у поєднання майже сто двадцять осіб. Найближчим помічником Перека був капітан Енджей Пшибилик.
Перек відрізнявся підвищеною, до фанатизму, ідеологізованістю, ортодоксально-комуністичними сталінськими поглядами, войовничим атеїзмом. З особливою ненавистю він ставився до польської католицької церкви та її служителів. У службовій характеристиці заступник воєводського коменданта міліції полковник Петро Ющик писав про схильність капітана Перека до активної ініціативи при вирішенні складних оперативних завдань, його вмінні організувати приплив значущої інформації, хоробрості, енергійності, дисциплінованості та невтомності. Часто Перек затримувався в управлінні до глибокої ночі. Він особисто заглиблювався у всі деталі, опитував пересічних інформаторів. Особливо відзначалася ідейна переконаність Перека та здатність вселяти підлеглим власне світовідчуття.

## Командир оперативного батальйону
У 1980 році Польщу захопив масовий страйковий рух, який призвів до створення незалежної профспілки Солідарність. Катовицький профцентр «Солідарності», який спирався на металургів і шахтарів, був одним з найактивніших і найрадикальніших — особливо під головуванням переконаного антикомуніста Анджея Розплоховського.
Перший секретар Катовицького воєводського комітету ПОРП Анджей Жабинський поставив завдання перед воєводською міліцією та держбезпекою: домогтися ліквідації «Солідарності». Комендант міліції полковник Єжи Груба та його заступник з СБ полковник Зигмунт Барановський прийняли до виконання. Майор Перек швидко став головним довіреним підлеглим Барановського. Він очолив оперативну спецгрупу, якій доручалися операції, які згодом охарактеризовані як «брудні». Перек організовував напади та побиття активістів «Солідарності» (травень 1981 року, залізничні станції у Катовиці та Сосновці). Він підозрювався і в розпиленні отруйних речовин на шахті «Сосновець», де діяла активна організація «Солідарності» на чолі з Войцехом Фігелем. Хімічна атака відбулася 27 жовтня 1981 року, в результаті до шістдесяти осіб ушпиталено. Однак, за версією полковника Груби, цю атаку влаштували активісти партійного форуму Катовицького.
13 грудня 1981 році у Польщі введено воєнний стан. Майор Перек відіграв значну роль у придушенні протестів «Солідарності»: разом з полковником Барановським він підготував оперативний план упокорення шахти «Вуєк», особисто брав участь у військово-міліцейській окупації металургійного комбінату Хута Катовиці. Брав участь у контролі ситуації під час візиту Папи Римського Івана Павла II до Польщі 1983 року. У винятковому порядку того ж року йому надано звання підполковника, хоча посада не передбачала звання вище майорського.
У травні 1982 році комендант Груба видав наказ про формування при воєводській комендатурі особливої оперативної групи під командуванням Перека (кадрове ядро склали офіцери та бойовики «Секції»). У листопаді того ж року створено спеціальну роту, згодом батальйон, чисельністю 118 осіб — із різних підрозділів міліційної комендатури й управління СБ. Командиром призначено Перека. Завданням підрозділу було оперативне придушення будь-яких протестних виступів — зборів опозиції, демонстрацій, страйків, антидержавних церковних служб. Ці дії зазвичай здійснювалися неформально, за принципом «невідомих осіб» і не документувалися.
Характерною особливістю «Секції» та роти-батальйону Перека був шлейф службових порушень. За нез'ясованих обставин (імовірно в кримінальному розбиранні) вбито його близького помічника капітана Єжи Бойковського: розстріляно з пістолет-кулемета PM-63 RAK, який перебував на озброєнні ЗОМО. Капітана Адама Цихопека виведено з «Секції» за раптову відмову від виконання поставлених завдань (чого раніше за ним не траплялося), але не звільнено, а переведено на службу у Хшанів. Поручник Станіслав Скрент, колишній боєць ЗОМО, отримав догану за надто явні дії, спрямовані на зрив церковних урочистостей, але майже відразу стягнення замінено нагородженням.

## Останні роки та смерть
У період зміни суспільно-політичного устрою Польщі, перетворення ПНР у Третю Річ Посполиту Едмунда Перека у 1990 році звільнено з органів МВС. Користуючись своїми навичками та зв'язками, він зайнявся приватним бізнесом у сфері охорони та безпеки. У 1995 році його знайшли мертвим, причиною смерті став удар ножем. Цю інформацію озвучила Gazeta Polska. За іншими даними, Перек помер у 1992 році.